# Annemiek Derckx
Annemiek Derckx (Beegden, Limburgo, 12 de abril de 1954) é uma ex-canoísta de velocidade holandesa na modalidade de canoagem.

## Carreira
Foi vencedora das medalhas de bronze em K-1 500 m e K-2 500 m em Los Angeles 1984 e em Seul 1988, respetivamente.